# La Rochefoucauld-en-Angoumois
La Rochefoucauld-en-Angoumois é uma comuna francesa na região administrativa da Nova Aquitânia, no departamento de Charente. Estende-se por uma área de 24.15 km². Em 2010 a comuna tinha 4 132 habitantes (densidade: 171,1 hab./km²).
Foi criada em 1 de janeiro de 2019, a partir da fusão das antigas comunas de La Rochefoucauld (sede da comuna) e Saint-Projet-Saint-Constant.